# Limuzīns Jāņu nakts krāsā
Limuzīns Jāņu nakts krāsā (Limousine i Sankt Hans-nattens farver) er en lettisk TV-film fra 1985 instrueret af Jānis Streičs. Den blev produceret af Rīgas kinostudija. Filmen blev tildelt Letlands nationale filmpris Lielais Kristaps i 1981.

## Medvirkende
- Lilita Bērziņa - Mirtas tante
- Olga Dreģe - Dagnija Tūtere
- Uldis Dumpis - Ēriks Tūters
- Gundars Āboliņš - Uģis Tūters
- Romualds Ancāns - Jāzeps
- Baiba Indriksone - Olita Sprēsliņa
- Boļeslavs Ružs - Viktors Sprēsliņš
- Diāna Zande - Lāsma Sprēsliņa
- Ēvalds Valters - Pigalu Prīdis
- Līga Liepiņa - Veronika

## Eksterne Henvisninger
- Limuzīns Jāņu nakts krāsā på Internet Movie Database (engelsk)
- Limuzīns Jāņu nakts krāsā på The Movie Database (engelsk)